# Chokri El Ouaer
Chokri El Ouaer (arab. شُكري الواعر) (ur. 15 sierpnia 1966 w Tunisie) – tunezyjski piłkarz grający na pozycji bramkarza.

## Kariera klubowa
Chokri El Ouaer zawodową karierę rozpoczynał w 1992 roku w Espérance Tunis. W zespole tym występował przez kolejne piętnaście. Z klubem ze Tunisu zdobył dziewięciokrotnie mistrzostwo Tunezji w 1988, 1989, 1991, 1993, 1994, 1998, 1999, 2000, 2001, cztery razy puchar Tunezji 1989, 1991, 1997, 1999, Afrykańską Ligę Mistrzów 1994, Puchar Zdobywców Pucharów Afryki 1998, Puchar CAF 1997 oraz Superpuchar Afryki 1995.
W 2001 zaliczył kilkumiesięczny epizod we włoskiej drugoligowej Genoa CFC Po powrocie do Tunezji ponownie grał w Espérance Tunis, z którym zdobył swoje ostatnie mistrzostwo Tunezji w 2002. Karierę zakończył w 2002 roku.

## Kariera reprezentacyjna
W 1985 roku Chokri El Ouaer uczestniczył z reprezentacją Tunezji U-20 w młodzieżowych Mistrzostwach Świata.
W reprezentacji Tunezji Chokri El Ouaer zadebiutował w 1992 roku. W następym roku uczestniczył w przegranych eliminacjach Mistrzostw Świata 1994. W 1994 roku uczestniczył w Pucharze Narodów Afryki.
Ogółem wystąpił w czterech edycjach Pucharu Narodów Afryki w: 1994, 1996, 2000 i 2002. Największy sukces osiągnął w tej imprezie w 1996 roku w Południowej Afryce, gdzie Tunezja przegrała dopiero w finale z gospodarzami imprezy. W 1996 wystąpił na Igrzyskach Olimpijskich w Atlancie, gdzie wystąpił we wszystkich trzech spotkaniach grupowych.
W 1998 Chokri El Ouaer wystąpił na Mistrzostwach Świata, na których zespół prowadzony przez Henri Michel nie wyszedł z grupy i odpadł z turnieju. Na imprezie tej Chokri El Ouaer zagrał we wszystkich trzech meczach w pełnym wymiarze czasowym. Uczestniczył w eliminacjach następnych Mistrzostw Świata, jednak na finały już nie pojechał.